# Вінсент Річардс
Вінсент Річардс (англ. Vincent Richards; 20 березня 1903 — 28 вересня 1959) — американський тенісист.
Найвищу одиночну позицію світового рейтингу — 1 місце досяг 1927, Ray Bowers року.
Здобув 46 одиночних титулів.
Перемагав на турнірах Великого шолома в парному та змішаному парному розрядах.
Завершив кар'єру 1951 року.

## Фінали основних турнірів

### Турніри Великого шолома

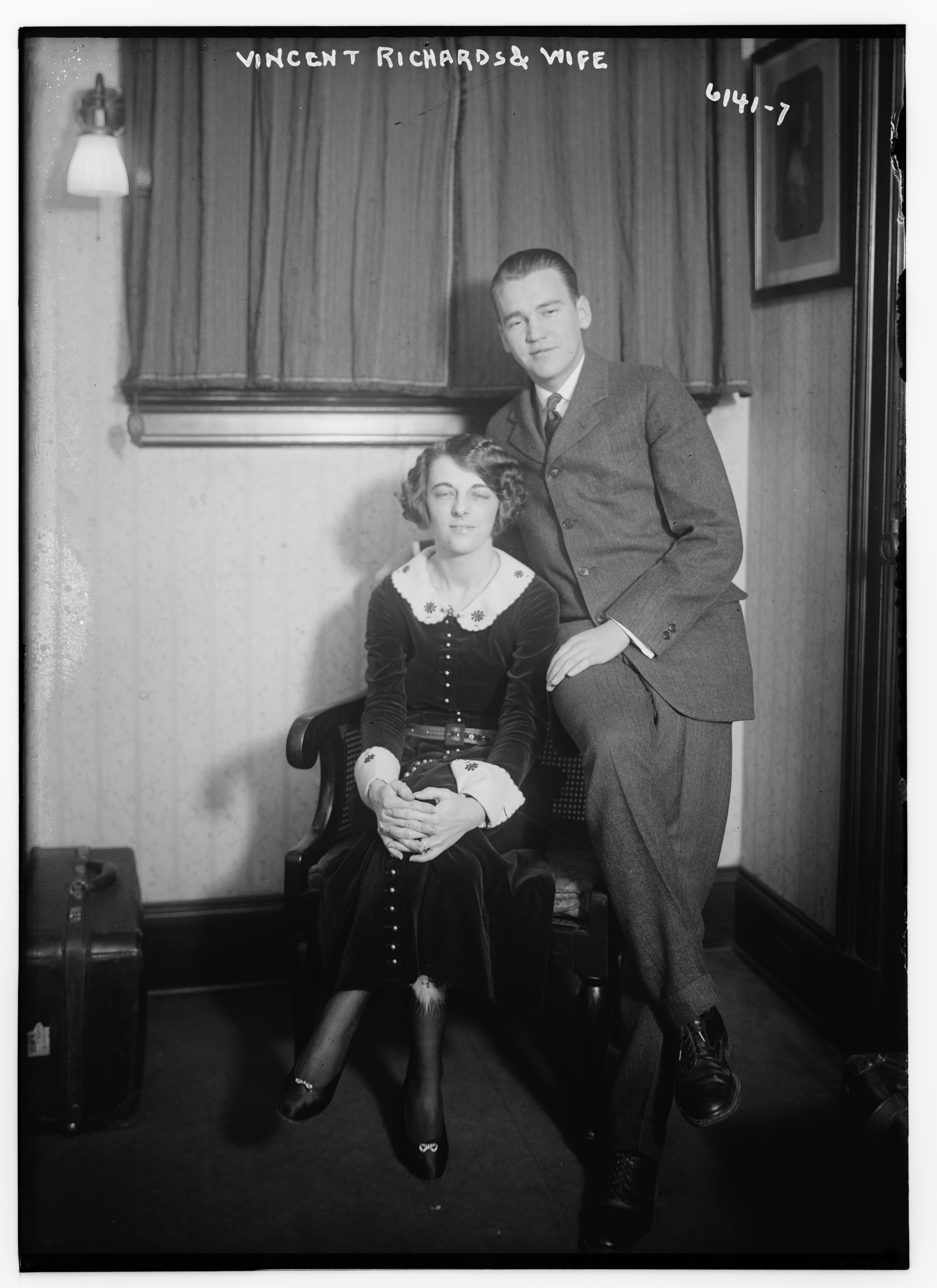
The Richards, circa 1930s

#### Парний розряд: 9 (7–2)
| Результат | Рік  | Турнір                               | Покриття | Партнер               | Суперники                            | Рахунок                  |
| --------- | ---- | ------------------------------------ | -------- | --------------------- | ------------------------------------ | ------------------------ |
| Перемога  | 1918 | Відкритий чемпіонат США з тенісу     | Трава    | Білл Тілден           | Фред Александер Білс Райт            | 6–3, 6–4, 3–6, 2–6, 6–2  |
| Поразка   | 1919 | Національний чемпіонат США           | Трава    | Білл Тілден           | Норман Брукс Джералд Паттерсон       | 6–8, 3–6, 6–4, 6–4, 2–6  |
| Перемога  | 1921 | Національний чемпіонат США           | Трава    | Білл Тілден           | Вотсон Вошберн Річард Норріс Вільямс | 13–11, 12–10, 6–1        |
| Перемога  | 1922 | Національний чемпіонат США           | Трава    | Білл Тілден           | Мерил О'Гара Вуд Джералд Паттерсон   | 4–6, 6–1, 6–3, 6–4       |
| Перемога  | 1924 | Вімблдонський турнір                 | Трава    | Френсіс Гантер        | Вотсон Вошберн Річард Норріс Вільямс | 6–3, 3–6, 8–10, 8–6, 6–3 |
| Перемога  | 1925 | Національний чемпіонат США           | Трава    | Річард Норріс Вільямс | Джон Гоукс Джералд Паттерсон         | 6–2, 8–10, 6–4, 11–9     |
| Перемога  | 1926 | Відкритий чемпіонат Франції з тенісу | Ґрунт    | Говард Кінсі          | Жак Брюньйон Анрі Коше               | 6–4, 6–1, 4–6, 6–4       |
| Поразка   | 1926 | Вімблдонський турнір                 | Трава    | Говард Кінсі          | Жак Брюньйон Анрі Коше               | 5–7, 6–4, 3–6, 2–6       |
| Перемога  | 1926 | Національний чемпіонат США           | Трава    | Річард Норріс Вільямс | Alfred Chapin Білл Тілден            | 6–4, 6–8, 11–9, 6–3      |

#### Мікст: 3 (2–1)
| Результат | Рік  | Турнір                     | Покриття | Партнер            | Суперники                        | Рахунок        |
| --------- | ---- | -------------------------- | -------- | ------------------ | -------------------------------- | -------------- |
| Перемога  | 1919 | Національний чемпіонат США | Трава    | Маріон Зіндерштайн | Флоренс Баллін Білл Тілден       | 2–6, 11–9, 6–2 |
| Перемога  | 1924 | Національний чемпіонат США | Трава    | Гелен Віллс        | Молла Маллорі Білл Тілден        | 6–8, 7–5, 6–0  |
| Поразка   | 1925 | Національний чемпіонат США | Трава    | Ермінтруд Гарві    | Кетлін Маккейн-Годфрі Джон Гоукс | 2–6, 4–6       |

### Турніри Про-Слем

#### Одиночний розряд: 6 (4/2)
| Результат | Рік  | Турнір   | Покриття | Суперник       | Рахунок                 |
| --------- | ---- | -------- | -------- | -------------- | ----------------------- |
| Перемога  | 1927 | U.S. Pro | Трава    | Говард Кінсі   | 11–9, 6–4, 6–3          |
| Перемога  | 1928 | U.S. Pro | Трава    | Карел Кожелуг  | 8–6, 6–3, 0–6, 6–2      |
| Поразка   | 1929 | U.S. Pro | Трава    | Карел Кожелуг  | 4–6, 4–6, 6–4, 6–4, 5–7 |
| Перемога  | 1930 | U.S. Pro | Трава    | Карел Кожелуг  | 2–6, 10–8, 6–3, 6–4     |
| Поразка   | 1931 | U.S. Pro | Трава    | Білл Тілден    | 5–7, 2–6, 1–6           |
| Перемога  | 1933 | U.S. Pro | Трава    | Френсіс Гантер | 6–3, 6–0, 6–2           |

## Досягнення в одиночних змаганнях
Richards was banned from competing in the amateur Grand Slams when he joined the professional tennis circuit in 1927.
| W | Ф | ПФ | ЧФ | #Р | КТ | К# | DNQ | A | NH |

|                                        | 1918                   | 1919                   | 1920                    | 1921                    | 1922                    | 1923                    | 1924                    | 1925                   | 1926                   | 1927                   | 1928                   | 1929                   | 1930                   | 1931                   | 1932                   | 1933                   | 1934                   | 1935                   | 1936                   | 1937                   | 1938                   | 1939                   | 1940                   | 1941                   | 1942                   | 1943                   | 1944                   | 1945                   | 1946                   | 1947                   | 1948                   | 1949                   | 1950                   | 1951                   | SR     | В-П   | Win % |
| Турніри Великого шлему                 | Турніри Великого шлему | Турніри Великого шлему | Турніри Великого шлему  | Турніри Великого шлему  | Турніри Великого шлему  | Турніри Великого шлему  | Турніри Великого шлему  | Турніри Великого шлему | Турніри Великого шлему | Турніри Великого шлему | Турніри Великого шлему | Турніри Великого шлему | Турніри Великого шлему | Турніри Великого шлему | Турніри Великого шлему | Турніри Великого шлему | Турніри Великого шлему | Турніри Великого шлему | Турніри Великого шлему | Турніри Великого шлему | Турніри Великого шлему | Турніри Великого шлему | Турніри Великого шлему | Турніри Великого шлему | Турніри Великого шлему | Турніри Великого шлему | Турніри Великого шлему | Турніри Великого шлему | Турніри Великого шлему | Турніри Великого шлему | Турніри Великого шлему | Турніри Великого шлему | Турніри Великого шлему | Турніри Великого шлему | 0 / 13 | 38–13 | 74.5  |
| -------------------------------------- | ---------------------- | ---------------------- | ----------------------- | ----------------------- | ----------------------- | ----------------------- | ----------------------- | ---------------------- | ---------------------- | ---------------------- | ---------------------- | ---------------------- | ---------------------- | ---------------------- | ---------------------- | ---------------------- | ---------------------- | ---------------------- | ---------------------- | ---------------------- | ---------------------- | ---------------------- | ---------------------- | ---------------------- | ---------------------- | ---------------------- | ---------------------- | ---------------------- | ---------------------- | ---------------------- | ---------------------- | ---------------------- | ---------------------- | ---------------------- | ------ | ----- | ----- |
| Відкритий чемпіонат Австралії з тенісу | NH                     | A                      | A                       | A                       | A                       | A                       | A                       | A                      | A                      | A                      | A                      | A                      | A                      | A                      | A                      | A                      | A                      | A                      | A                      | A                      | A                      | A                      | A                      | Не проводився          | Не проводився          | Не проводився          | Не проводився          | Не проводився          | A                      | A                      | A                      | A                      | A                      |                        | 0 / 0  | –     | –     |
| Відкритий чемпіонат Франції з тенісу   | NH                     | NH                     | Only for French players | Only for French players | Only for French players | Only for French players | Only for French players | A                      | ПФ                     | A                      | A                      | A                      | A                      | A                      | A                      | A                      | A                      | A                      | A                      | A                      | A                      | A                      | Не проводився          | Не проводився          | Не проводився          | Не проводився          | Не проводився          | Не проводився          | A                      | A                      | A                      | A                      | A                      |                        | 0 / 1  | 4–1   | 80.0  |
| Вімблдонський турнір                   | NH                     | A                      | A                       | A                       | A                       | 4р                      | ЧФ                      | A                      | 2р                     | A                      | A                      | A                      | A                      | A                      | A                      | A                      | A                      | A                      | A                      | A                      | A                      | A                      | Не проводився          | Не проводився          | Не проводився          | Не проводився          | Не проводився          | Не проводився          | A                      | A                      | A                      | A                      | A                      |                        | 0 / 3  | 48–3  | 72.7  |
| Відкритий чемпіонат США з тенісу       | 3р                     | 3р                     | 3р                      | 3р                      | ПФ                      | 3р                      | ПФ                      | ПФ                     | ПФ                     | A                      | A                      | A                      | A                      | A                      | A                      | A                      | A                      | A                      | A                      | A                      | A                      | A                      | A                      | A                      | A                      | A                      | A                      | A                      | A                      | A                      | A                      | A                      | A                      |                        | 0 / 9  | 26–9  | 74.3  |
| Турніри Про-Слем                       | Турніри Про-Слем       | Турніри Про-Слем       | Турніри Про-Слем        | Турніри Про-Слем        | Турніри Про-Слем        | Турніри Про-Слем        | Турніри Про-Слем        | Турніри Про-Слем       | Турніри Про-Слем       | Турніри Про-Слем       | Турніри Про-Слем       | Турніри Про-Слем       | Турніри Про-Слем       | Турніри Про-Слем       | Турніри Про-Слем       | Турніри Про-Слем       | Турніри Про-Слем       | Турніри Про-Слем       | Турніри Про-Слем       | Турніри Про-Слем       | Турніри Про-Слем       | Турніри Про-Слем       | Турніри Про-Слем       | Турніри Про-Слем       | Турніри Про-Слем       | Турніри Про-Слем       | Турніри Про-Слем       | Турніри Про-Слем       | Турніри Про-Слем       | Турніри Про-Слем       | Турніри Про-Слем       | Турніри Про-Слем       | Турніри Про-Слем       | Турніри Про-Слем       | 4 / 19 | 35–15 | 70.0  |
| U.S. Pro                               | Не проводився          | Не проводився          | Не проводився           | Не проводився           | Не проводився           | Не проводився           | Не проводився           | Не проводився          | Не проводився          | П                      | П                      | Ф                      | П                      | Ф                      | ЧФ                     | П                      | ПФ                     | A                      |                        | ЧФ                     | 2р                     | 2р                     | 2р                     | 2р                     |                        | 2р                     | NH                     | ЧФ                     | 3р                     | 2р                     |                        |                        | 1р                     | 2р                     | 4 / 19 | 35–15 | 70.0  |
| French Pro                             | Не проводився          | Не проводився          | Не проводився           | Не проводився           | Не проводився           | Не проводився           | Не проводився           | Не проводився          | Не проводився          | Не проводився          | Не проводився          | Не проводився          | A                      | A                      | A                      | NH                     | A                      | A                      | A                      | A                      | A                      | A                      | Не проводився          | Не проводився          | Не проводився          | Не проводився          | Не проводився          | Не проводився          | Не проводився          | Не проводився          | Не проводився          | Не проводився          | Не проводився          | Не проводився          | 0 / 0  | –     | –     |
| Wembley Pro                            | Не проводився          | Не проводився          | Не проводився           | Не проводився           | Не проводився           | Не проводився           | Не проводився           | Не проводився          | Не проводився          | Не проводився          | Не проводився          | Не проводився          | Не проводився          | Не проводився          | Не проводився          | Не проводився          | A                      | A                      | NH                     | A                      | NH                     | A                      | Не проводився          | Не проводився          | Не проводився          | Не проводився          | Не проводився          | Не проводився          | Не проводився          | Не проводився          | Не проводився          | A                      | A                      |                        | 0 / 0  | –     | –     |
| В-П                                    | 1–1                    | 1–1                    | 3–1                     | 2–1                     | 5–1                     | 5–2                     | 8–2                     | 4–1                    | 9–3                    | 3–0                    | 4–0                    | 3–1                    | 6–0                    | 5–1                    | 1–1                    | 4–0                    | 2–1                    |                        |                        | 0–1                    | 1–1                    | 0–1                    | 1–1                    | 1–1                    |                        | 0–1                    |                        | 2–1                    | 1–1                    | 0–1                    |                        |                        | 0–1                    | 1-1                    | 4 / 32 | 73–28 | 72.2  |
| Виступи за країну                      |                        |                        |                         |                         |                         |                         |                         |                        |                        |                        |                        |                        |                        |                        |                        |                        |                        |                        |                        |                        |                        |                        |                        |                        |                        |                        |                        |                        |                        |                        |                        |                        |                        |                        |        |       |       |
| Теніс на Олімпійських іграх            | NH                     | NH                     |                         | NH                      | NH                      | NH                      | G                       | Не проводився          | Не проводився          | Не проводився          | Не проводився          | Не проводився          | Не проводився          | Не проводився          | Не проводився          | Не проводився          | Не проводився          | Не проводився          | Не проводився          | Не проводився          | Не проводився          | Не проводився          | Не проводився          | Не проводився          | Не проводився          | Не проводився          | Не проводився          | Не проводився          | Не проводився          | Не проводився          | Не проводився          | Не проводився          | Не проводився          | Не проводився          | 1 / 1  | 6–0   | 100   |